# Mustafa Kaya
Mustafa Kaya (Tokat, 6 giugno 1992) è un lottatore turco, specializzato nella lotta libera.

## Biografia
Agli europei di Riga 2016 ha vinto la medaglia d'argendo nella categoria fino a 65 chilogrammi, perdendo in finale con l'italiano Frank Chamizo.
Ha rappresentato la Turchia ai Giochi olimpici di Rio de Janeiro 2016, venendo eliminato ai sedicesimi di finale nella categoria fino a 65 chilogrammi.
Ai mondiali di Parigi 2017 si è classificato quinto nella categoria fino a 65 chilogrammi.
Ha vinto la medaglia d'oro agli Europei di Bucarest 2019 nella categoria fino a 60 chilogrammi, battendo in finale l'azero Ağahüseyn Mustafayev.

## Palmarès
- Europei

Riga 2016: argento nei 65 kg.
Bucarest 2019: oro nei 60 kg.
- Giochi del Mediterraneo

Mersin 2013: oro nei 66 kg.
- Giochi europei

Baku 2015: bronzo nei 65 kg.